# Tymoteusz Gorzeński
Tymoteusz Paweł Gorzeński herbu Nałęcz (ur. 20 marca 1743 w Dobrzycy, zm. 20 grudnia 1825 w Poznaniu) – polski duchowny rzymskokatolicki, doktor teologii, biskup diecezjalny poznański w latach 1809–1821 (od 1821 arcybiskup metropolita), arcybiskup metropolita gnieźnieński i prymas Polski w latach 1821–1825.

## Życiorys
Urodził się w rodzinie właściciela włości dobrzyckich Franciszka i Anny z Deręgowskich. Miał pięciu braci: Makarego, kasztelana kamieńskiego, Nicefora, szambelana króla Stanisława Augusta Poniatowskiego w 1788, posła województwa kaliskiego na Sejm Czteroletni w 1790, Leona, szambelana króla Stanisława Augusta Poniatowskiego, kapitana wojsk francuskich, Feliksa, pułkownika wojsk królewskich i Piotra Antoniego, przeora Cystersów w Mogile. W 1765 rozpoczął studia teologiczne w seminarium księży misjonarzy w Krakowie. W 1763, z papieskiej prowizji, został kanonikiem przy poznańskiej katedrze, a w 1776 kanonikiem przy krakowskiej katedrze. W tym samym roku został rektorem hospicjum św. Stanisława w Krakowie. Rektor Domu Polskiego przy kościele św. Stanisława w Rzymie w latach 1768–1771. W 1775 udał się do Rzymu, gdzie studiował prawo. W Poznaniu zjawił się dopiero w 1777, jednak na stałe zamieszkał w Krakowie. W latach 1777–1779 pełnił funkcję sędziego prosynodalnego. Od 1779 do 1780 był dworzaninem biskupa Kajetana Sołtyka. W 1780 przeniósł się do Warszawy jako delegat kurii krakowskiej do Trybunału Głównego Koronnego. Rok później otrzymał Order Świętego Stanisława i stanowisko referendarza wielkiego koronnego. Począwszy od 1788 pełnił funkcję (ostatniego) kanclerza księstwa siewierskiego.
W 1785 został odznaczony Orderem Orła Białego, a w 1790 został nominalnym biskupem smoleńskim.
Był członkiem konfederacji Sejmu Czteroletniego podczas którego współdziałał ze swoim krewnym Augustynem Gorzeńskim na rzecz wprowadzenia Konstytucji 3 maja. Po jej ogłoszeniu to on zaintonował uroczyste Te Deum Laudamus, a także przyjął przysięgę od króla. Po III rozbiorze Polski powrócił do Krakowa. Często przebywał również w swoim galicyjskim majątku w Żarnowcu. Następnie krótko przebywał w Wiedniu, a w 1804 przeniósł się do Poznania. W 1806 Fryderyk Wilhelm III mianował go biskupem poznańskim, jednak wojny napoleońskie przeszkodziły ingresowi. Ostatecznie w 1808 władze Księstwa Warszawskiego ponowiły tę nominację, a papież zatwierdził ją w 1809, kiedy to Tymoteusz Gorzeński został uroczyście wprowadzony do katedry. W 1810 zakończył zaprojektowaną i rozpoczętą przez biskupa Ignacego Raczyńskiego generalną reorganizację kapituły poznańskiej, wprowadzając ustój, który w większości obowiązuje po dziś dzień. Kantor sandomierski do 1815. W 1816 został odznaczony pruskim Orderem Orła Czerwonego I Klasy.
W 1821 papież Pius VII podniósł biskupstwo poznańskie do rangi metropolii i połączył je z metropolią gnieźnieńską unią personalną z siedzibą w Poznaniu. Przy aprobacie pruskich władz połączone trony objął Tymoteusz Gorzeński. W 1822 Fryderyk Wilhelm III zabronił mu używać tytułu prymasa Polski. Arcybiskup nie sprzeciwił się temu zakazowi, jednak go nie przestrzegał.
Jako arcybiskup do skarbca katedry poznańskiej wniósł liczne szaty liturgiczne, naczynia, meble i inne kosztowności. Ufundował również kościół św. Tymoteusza w Białężynie. Po śmierci został pochowany w poznańskiej katedrze, w kaplicy Szołdrskich, skąd jego prochy zostały przeniesione do krypty, w której spoczywają inni biskupi poznańscy. Natomiast jego serce zgodnie z jego wolą znajduje się w podziemiach katedry gnieźnieńskiej.